# Interlands Welsh voetbalelftal 1876-1899
Deze pagina toont een chronologisch en gedetailleerd overzicht van de interlands die het Welsh voetbalelftal heeft gespeeld in de periode 1876 – 1899.

## Interlands

### 1876
|                                                                   |                                                                       |       |       |                                                                                      |
| 25 maart Vriendschappelijk № 1 «onderlinge duels» 15:30 uur (UTC) | Schotland                                                             | 4 – 0 | Wales | Hamilton Crescent, Glasgow Toeschouwers: 17.000 Scheidsrechter: Robert Gardner (SCO) |
| 25 maart Vriendschappelijk № 1 «onderlinge duels» 15:30 uur (UTC) | John Ferguson 40' Jamie Lang 48' Billy MacKinnon 53' Harry McNeil 70' |       |       | Hamilton Crescent, Glasgow Toeschouwers: 17.000 Scheidsrechter: Robert Gardner (SCO) |

### 1877
|                                                                  |       |                                               |           |                                                                                   |
| 5 maart Vriendschappelijk № 8 «onderlinge duels» 15:00 uur (UTC) | Wales | 0 – 2                                         | Schotland | Racecourse Ground, Wrexham Toeschouwers: 4.000 Scheidsrechter: William Dick (SCO) |
| 5 maart Vriendschappelijk № 8 «onderlinge duels» 15:00 uur (UTC) |       | 55' Charlie Campbell 75' (e.d.) William Evans |           | Racecourse Ground, Wrexham Toeschouwers: 4.000 Scheidsrechter: William Dick (SCO) |

### 1878
|                                                                   | |       |       |                                                                                |
| 23 maart Vriendschappelijk № 3 «onderlinge duels» 15:30 uur (UTC) | Schotland | 9 – 0 | Wales | Hampden Park, Glasgow Toeschouwers: 6.000 Scheidsrechter: Robert Gardner (SCO) |
| 23 maart Vriendschappelijk № 3 «onderlinge duels» 15:30 uur (UTC) | Peter Campbell 4', 18' Jamie Weir 15', 42' John Baird 37' John Ferguson 38', 50' James Watson 60' Jamie Lang 70' |       |       | Hampden Park, Glasgow Toeschouwers: 6.000 Scheidsrechter: Robert Gardner (SCO) |

### 1879
|                                                                     |                                      |       |                    |                                                                                       |
| 18 januari Vriendschappelijk № 4 «onderlinge duels» 15:00 uur (UTC) | Engeland                             | 2 – 1 | Wales              | Kennington Oval, Lambeth, Londen Toeschouwers: 85 Scheidsrechter: Segar Bastard (ENG) |
| 18 januari Vriendschappelijk № 4 «onderlinge duels» 15:00 uur (UTC) | Herbert Whitfeld 8' Thomas Sorby 20' |       | 47' William Davies | Kennington Oval, Lambeth, Londen Toeschouwers: 85 Scheidsrechter: Segar Bastard (ENG) |

|                                                                  |       |                                        |           |                                                                                   |
| 7 april Vriendschappelijk № 5 «onderlinge duels» 15:00 uur (UTC) | Wales | 0 – 3                                  | Schotland | Racecourse Ground, Wrexham Toeschouwers: 2.000 Scheidsrechter: James Cooper (WAL) |
| 7 april Vriendschappelijk № 5 «onderlinge duels» 15:00 uur (UTC) |       | 34' Peter Campbell 70', 84' John Smith |           | Racecourse Ground, Wrexham Toeschouwers: 2.000 Scheidsrechter: James Cooper (WAL) |

### 1880
|                                                                   |                                      |       |                                                                |                                                                                  |
| 15 maart Vriendschappelijk № 6 «onderlinge duels» 15:00 uur (UTC) | Wales                                | 2 – 3 | Engeland                                                       | Racecourse Ground, Wrexham Toeschouwers: 3.000 Scheidsrechter: Bob Lythgoe (ENG) |
| 15 maart Vriendschappelijk № 6 «onderlinge duels» 15:00 uur (UTC) | William Roberts 81' John Roberts 89' |       | 42' (e.d.) Harry Hibbott 46' Francis Sparks 78' Francis Sparks | Racecourse Ground, Wrexham Toeschouwers: 3.000 Scheidsrechter: Bob Lythgoe (ENG) |

|                                                                   |                                                                                         |       |                     |                                                                               |
| 27 maart Vriendschappelijk № 7 «onderlinge duels» 15:30 uur (UTC) | Schotland                                                                               | 5 – 1 | Wales               | Hampden Park, Glasgow Toeschouwers: 2.000 Scheidsrechter: Thomas Lawrie (SCO) |
| 27 maart Vriendschappelijk № 7 «onderlinge duels» 15:30 uur (UTC) | David Davidson 40' William Beveridge 42' Joe Lindsay 50' James McAdam 55' John Campbell |       | 85' William Roberts | Hampden Park, Glasgow Toeschouwers: 2.000 Scheidsrechter: Thomas Lawrie (SCO) |

### 1881
|                                                                      |          |                  |       |                                                                                      |
| 26 februari Vriendschappelijk № 8 «onderlinge duels» 15:00 uur (UTC) | Engeland | 0 – 1            | Wales | Alexandra Meadows, Blackburn Toeschouwers: 4.200 Scheidsrechter: Segar Bastard (ENG) |
| 26 februari Vriendschappelijk № 8 «onderlinge duels» 15:00 uur (UTC) |          | 54' John Vaughan |       | Alexandra Meadows, Blackburn Toeschouwers: 4.200 Scheidsrechter: Segar Bastard (ENG) |

|                                                                   |                   |       |                                                                                   |                                                                                       |
| 14 maart Vriendschappelijk № 9 «onderlinge duels» 15:00 uur (UTC) | Wales             | 1 – 5 | Schotland                                                                         | Racecourse Ground, Wrexham Toeschouwers: 1.500 Scheidsrechter: Llewelyn Kenrick (WAL) |
| 14 maart Vriendschappelijk № 9 «onderlinge duels» 15:00 uur (UTC) | Knyvett Crosse 4' |       | 7', 44' George Ker 9' Harry McNeil 10' (e.d.) William Bell 52' (e.d.) John Morgan | Racecourse Ground, Wrexham Toeschouwers: 1.500 Scheidsrechter: Llewelyn Kenrick (WAL) |

### 1882
|                                                                       |                                                 |       |                  |                                                                                  |
| 25 februari Vriendschappelijk № 10 «onderlinge duels» 15:00 uur (UTC) | Ierland                                         | 7 – 1 | Wales            | Racecourse Ground, Wrexham Toeschouwers: 2.000 Scheidsrechter: Bob Lythgoe (ENG) |
| 25 februari Vriendschappelijk № 10 «onderlinge duels» 15:00 uur (UTC) | John Morgan 10' John Price 41' William Owen 44' |       | 20' Sam Johnston | Racecourse Ground, Wrexham Toeschouwers: 2.000 Scheidsrechter: Bob Lythgoe (ENG) |

|                                                                    |                                                                                |       |                                                       |                                                                                   |
| 13 maart Vriendschappelijk № 11 «onderlinge duels» 15:00 uur (UTC) | Wales                                                                          | 5 – 3 | Engeland                                              | Racecourse Ground, Wrexham Toeschouwers: 5.000 Scheidsrechter: John Roberts (WAL) |
| 13 maart Vriendschappelijk № 11 «onderlinge duels» 15:00 uur (UTC) | William Owen 43', 87' John Morgan 63' Alfred Jones 70' (e.d.) John Vaughan 89' |       | 30' Billy Mosforth 37' Edward Parry 48' Harry Cursham | Racecourse Ground, Wrexham Toeschouwers: 5.000 Scheidsrechter: John Roberts (WAL) |

|                                                                    |                                                                       |       |       |                                                                                 |
| 25 maart Vriendschappelijk № 12 «onderlinge duels» 15:30 uur (UTC) | Schotland                                                             | 5 – 0 | Wales | Hampden Park, Glasgow Toeschouwers: 5.000 Scheidsrechter: Donald Hamilton (SCO) |
| 25 maart Vriendschappelijk № 12 «onderlinge duels» 15:30 uur (UTC) | Johnny Kay 25' George Ker 50' Eadie Fraser 60', 70' James McAulay 88' |       |       | Hampden Park, Glasgow Toeschouwers: 5.000 Scheidsrechter: Donald Hamilton (SCO) |

### 1883
|                                                                      |                                                                                   |       |       |                                                                                            |
| 3 februari Vriendschappelijk № 13 «onderlinge duels» 15:00 uur (UTC) | Engeland                                                                          | 5 – 0 | Wales | Kennington Oval, Lambeth, Londen Toeschouwers: 2.000 Scheidsrechter: Donald Hamilton (SCO) |
| 3 februari Vriendschappelijk № 13 «onderlinge duels» 15:00 uur (UTC) | Clem Mitchell 16' Charlie Bambridge 43' Arthur Cursham 65' Clem Mitchell 70', 90' |       |       | Kennington Oval, Lambeth, Londen Toeschouwers: 2.000 Scheidsrechter: Donald Hamilton (SCO) |

|                                                                    |       |                                                     |           |                                                                                  |
| 12 maart Vriendschappelijk № 14 «onderlinge duels» 15:00 uur (UTC) | Wales | 0 – 3                                               | Schotland | Racecourse Ground, Wrexham Toeschouwers: 2.000 Scheidsrechter: Bob Lythgoe (ENG) |
| 12 maart Vriendschappelijk № 14 «onderlinge duels» 15:00 uur (UTC) |       | 35' John Smith 38' Eadie Fraser 60' Willie Anderson |           | Racecourse Ground, Wrexham Toeschouwers: 2.000 Scheidsrechter: Bob Lythgoe (ENG) |

|                                                                         |                 |       |                    |                                                                                    |
| 17 maart Vriendschappelijk № 15 «onderlinge duels» 15:00 uur (UTC–0:25) | Ierland         | 1 – 1 | Wales              | Ballynafeigh Park, Belfast Toeschouwers: 1.000 Scheidsrechter: John McDowall (SCO) |
| 17 maart Vriendschappelijk № 15 «onderlinge duels» 15:00 uur (UTC–0:25) | Bill Morrow 67' |       | 50' Walter Roberts | Ballynafeigh Park, Belfast Toeschouwers: 1.000 Scheidsrechter: John McDowall (SCO) |

### 1884
|                                                                                   |                                                                                 |       |         |                                                                                   |
| 9 februari British Home Championship 1884 № 16 «onderlinge duels» 15:00 uur (UTC) | Wales                                                                           | 6 – 0 | Ierland | Racecourse Ground, Wrexham Toeschouwers: 2.000 Scheidsrechter: Robert Sloan (ENG) |
| 9 februari British Home Championship 1884 № 16 «onderlinge duels» 15:00 uur (UTC) | dward Shaw 20', 68' William Owen 55', 70' Robert Jones 59' John Eyton-Jones 82' |       |         | Racecourse Ground, Wrexham Toeschouwers: 2.000 Scheidsrechter: Robert Sloan (ENG) |

|                                                                                 |       |                                                                    |          |                                                                                       |
| 17 maart British Home Championship 1884 № 17 «onderlinge duels» 15:00 uur (UTC) | Wales | 0 – 4                                                              | Engeland | Racecourse Ground, Wrexham Toeschouwers: 4.500 Scheidsrechter: Sydney Broadfoot (SCO) |
| 17 maart British Home Championship 1884 № 17 «onderlinge duels» 15:00 uur (UTC) |       | 7', 85' William Bromley-Davenport 75' Norman Bailey 90' Billy Gunn |          | Racecourse Ground, Wrexham Toeschouwers: 4.500 Scheidsrechter: Sydney Broadfoot (SCO) |

|                                                                                 |                                                    |       |                    |                                                                              |
| 29 maart British Home Championship 1884 № 18 «onderlinge duels» 15:30 uur (UTC) | Schotland                                          | 4 – 1 | Wales              | Cathkin Park, Glasgow Toeschouwers: 5.000 Scheidsrechter: Robert Sloan (ENG) |
| 29 maart British Home Championship 1884 № 18 «onderlinge duels» 15:30 uur (UTC) | Joe Lindsay 22' Frank Shaw 49' Johnny Kay 65', 87' |       | 15' Robert Roberts | Cathkin Park, Glasgow Toeschouwers: 5.000 Scheidsrechter: Robert Sloan (ENG) |

### 1885
|                                                                                 |                   |       |                 |                                                                                  |
| 14 maart British Home Championship 1885 № 19 «onderlinge duels» 15:30 uur (UTC) | Engeland          | 1 – 1 | Wales           | Leamington Road, Blackburn Toeschouwers: 7.500 Scheidsrechter: Alex Stuart (SCO) |
| 14 maart British Home Championship 1885 № 19 «onderlinge duels» 15:30 uur (UTC) | Clem Mitchell 35' |       | 37' Job Wilding | Leamington Road, Blackburn Toeschouwers: 7.500 Scheidsrechter: Alex Stuart (SCO) |

|                                                                                 |                  |       |                                                                                             |                                                                                   |
| 23 maart British Home Championship 1885 № 20 «onderlinge duels» 15:30 uur (UTC) | Wales            | 1 – 8 | Schotland                                                                                   | Racecourse Ground, Wrexham Toeschouwers: 2.000 Scheidsrechter: Robert Sloan (ENG) |
| 23 maart British Home Championship 1885 № 20 «onderlinge duels» 15:30 uur (UTC) | Robert Jones 50' |       | 8', 80' Bobby Calderwood 20', 76' Willie Anderson 30' David Allan 54', 84', 88' Joe Lindsay | Racecourse Ground, Wrexham Toeschouwers: 2.000 Scheidsrechter: Robert Sloan (ENG) |

|                                                                                      |                                |       | |                                                                                    |
| 11 april British Home Championship 1885 № 21 «onderlinge duels» 15:30 uur (UTC–0:25) | Ierland                        | 2 – 8 | Wales                                                                                              | Ballynafeigh Park, Belfast Toeschouwers: 1.500 Scheidsrechter: John McDowall (SCO) |
| 11 april British Home Championship 1885 № 21 «onderlinge duels» 15:30 uur (UTC–0:25) | Tom Molyneux 23' Alex Dill 40' |       | 50' William Owen 52', 59', 60' Herbert Sisson 55', 64' John Roach 69' Tom Burke 89' Humphrey Jones | Ballynafeigh Park, Belfast Toeschouwers: 1.500 Scheidsrechter: John McDowall (SCO) |

### 1886
|                                                                                    |                                                                         |       |         |                                                                                 |
| 27 februari British Home Championship 1886 № 22 «onderlinge duels» 15:00 uur (UTC) | Wales                                                                   | 5 – 0 | Ierland | Racecourse Ground, Wrexham Toeschouwers: 700 Scheidsrechter: Dick Gregson (ENG) |
| 27 februari British Home Championship 1886 № 22 «onderlinge duels» 15:00 uur (UTC) | Bill Roberts Job Wilding Richard Hersee Thomas Bryan Herbert Sisson 90' |       |         | Racecourse Ground, Wrexham Toeschouwers: 700 Scheidsrechter: Dick Gregson (ENG) |

|                                                                                 |                 |       |                                                    |                                                                                     |
| 29 maart British Home Championship 1886 № 23 «onderlinge duels» 15:00 uur (UTC) | Wales           | 1 – 3 | Engeland                                           | Racecourse Ground, Wrexham Toeschouwers: 5.000 Scheidsrechter: Stewart Lawrie (SCO) |
| 29 maart British Home Championship 1886 № 23 «onderlinge duels» 15:00 uur (UTC) | Billy Lewis 43' |       | 66' Andrew Amos 74' George Brann 74' Fred Dewhurst | Racecourse Ground, Wrexham Toeschouwers: 5.000 Scheidsrechter: Stewart Lawrie (SCO) |

|                                                                                 |                                                                         |       |                  |                                                                               |
| 10 april British Home Championship 1886 № 24 «onderlinge duels» 15:30 uur (UTC) | Schotland                                                               | 4 – 1 | Wales            | Hampden Park, Glasgow Toeschouwers: 5.500 Scheidsrechter: John Sinclair (IRL) |
| 10 april British Home Championship 1886 № 24 «onderlinge duels» 15:30 uur (UTC) | Bob McCormick 30' James McCall 47' David Allan 53' William Harrower 56' |       | 88' John Vaughan | Hampden Park, Glasgow Toeschouwers: 5.500 Scheidsrechter: John Sinclair (IRL) |

### 1887
|                                                                                    |                                                                    |       |       |                                                                                          |
| 26 februari British Home Championship 1887 № 25 «onderlinge duels» 15:00 uur (UTC) | Engeland                                                           | 4 – 0 | Wales | Kennington Oval, Lambeth, Londen Toeschouwers: 4.500 Scheidsrechter: Thomas Devlin (SCO) |
| 26 februari British Home Championship 1887 № 25 «onderlinge duels» 15:00 uur (UTC) | Jack Powell 14' (e.d.) Tinsley Lindley 55', 80' Nevill Cobbold 75' |       |       | Kennington Oval, Lambeth, Londen Toeschouwers: 4.500 Scheidsrechter: Thomas Devlin (SCO) |

|                                                                                      |                                                                         |       |                  |                                                                                  |
| 12 maart British Home Championship 1887 № 26 «onderlinge duels» 15:30 uur (UTC–0:25) | Ierland                                                                 | 4 – 1 | Wales            | Oldpark Avenue, Belfast Toeschouwers: 4.000 Scheidsrechter: James McKillop (SCO) |
| 12 maart British Home Championship 1887 № 26 «onderlinge duels» 15:30 uur (UTC–0:25) | Olphie Stanfield 20' Fred Browne 44' Jack Peden 65' Joseph Sherrard 70' |       | 55' Henry Sabine | Oldpark Avenue, Belfast Toeschouwers: 4.000 Scheidsrechter: James McKillop (SCO) |

|                                                                                 |       |                                           |           |                                                                                  |
| 21 maart British Home Championship 1887 № 27 «onderlinge duels» 15:30 uur (UTC) | Wales | 0 – 2                                     | Schotland | Racecourse Ground, Wrexham Toeschouwers: 2.000 Scheidsrechter: Alfred Hull (ENG) |
| 21 maart British Home Championship 1887 № 27 «onderlinge duels» 15:30 uur (UTC) |       | 40' William Robertson 80' Johnny Marshall |           | Racecourse Ground, Wrexham Toeschouwers: 2.000 Scheidsrechter: Alfred Hull (ENG) |

### 1888
|                                                                                   |                  |       |                                                                                 |                                                                                     |
| 4 februari British Home Championship 1888 № 28 «onderlinge duels» 15:00 uur (UTC) | Wales            | 1 – 5 | Engeland                                                                        | Nantwich Road Ground, Crewe Toeschouwers: 5.000 Scheidsrechter: John Sinclair (IRL) |
| 4 februari British Home Championship 1888 № 28 «onderlinge duels» 15:00 uur (UTC) | Jack Doughty 17' |       | 16', 70' Fred Dewhurst 76' George Woodhall 80' Tinsley Lindley 88' John Goodall | Nantwich Road Ground, Crewe Toeschouwers: 5.000 Scheidsrechter: John Sinclair (IRL) |

|                                                                | |        |         |                                                                                 |
| 3 maart British Home Championship 1888 № 29 «onderlinge duels» | Wales | 11 – 0 | Ierland | Racecourse Ground, Wrexham Toeschouwers: 2.000 Scheidsrechter: Tom Hindle (ENG) |
| 3 maart British Home Championship 1888 № 29 «onderlinge duels» | Jack Doughty 1', 3', 36', 61', 79', 89' Edmund Howell 15', 73' Job Wilding 21', 55' William Pryce-Jones 84' |        |         | Racecourse Ground, Wrexham Toeschouwers: 2.000 Scheidsrechter: Tom Hindle (ENG) |

|                                                                                 |                                                                           |       |                  |                                                                             |
| 10 maart British Home Championship 1888 № 30 «onderlinge duels» 16:00 uur (UTC) | Schotland                                                                 | 5 – 1 | Wales            | Easter Road, Edinburgh Toeschouwers: 8.000 Scheidsrechter: John Clegg (ENG) |
| 10 maart British Home Championship 1888 № 30 «onderlinge duels» 16:00 uur (UTC) | William Paul 6' Neil Munro 30' Alexander Latta 33', 75' Willie Groves 65' |       | 41' Jack Doughty | Easter Road, Edinburgh Toeschouwers: 8.000 Scheidsrechter: John Clegg (ENG) |

### 1889
|                                                                                    |                                                              |       |                  |                                                                                         |
| 23 februari British Home Championship 1889 № 31 «onderlinge duels» 15:30 uur (UTC) | Engeland                                                     | 4 – 1 | Wales            | Victoria Ground, Stoke-on-Trent Toeschouwers: 6.000 Scheidsrechter: John Campbell (SCO) |
| 23 februari British Home Championship 1889 № 31 «onderlinge duels» 15:30 uur (UTC) | John Goodall Billy Bassett 65' Fred Dewhurst Jack Southworth |       | 14' William Owen | Victoria Ground, Stoke-on-Trent Toeschouwers: 6.000 Scheidsrechter: John Campbell (SCO) |

|                                                                                 |       |       |           |                                                                                   |
| 15 april British Home Championship 1889 № 32 «onderlinge duels» 16:00 uur (UTC) | Wales | 0 – 0 | Schotland | Racecourse Ground, Wrexham Toeschouwers: 6.000 Scheidsrechter: William Jope (ENG) |
| 15 april British Home Championship 1889 № 32 «onderlinge duels» 16:00 uur (UTC) |       |       |           | Racecourse Ground, Wrexham Toeschouwers: 6.000 Scheidsrechter: William Jope (ENG) |

|                                                                                      |               |       |                               |                                                                                  |
| 27 april British Home Championship 1889 № 33 «onderlinge duels» 14:30 uur (UTC–0:25) | Ierland       | 1 – 3 | Wales                         | Ballynafeigh Park, Belfast Toeschouwers: 1.500 Scheidsrechter: Thomas Park (SCO) |
| 27 april British Home Championship 1889 № 33 «onderlinge duels» 14:30 uur (UTC–0:25) | John Lemon 1' |       | 20', 44', 60' Richard Jarrett | Ballynafeigh Park, Belfast Toeschouwers: 1.500 Scheidsrechter: Thomas Park (SCO) |

### 1890
|                                                                   |                                                                           |       |                         |                                                                                     |
| 8 februari British Home Championship 1890 № 23 «onderlinge duels» | Wales                                                                     | 5 – 2 | Ierland                 | Racecourse Ground, Wrexham Toeschouwers: 3.000 Scheidsrechter: James McKillop (SCO) |
| 8 februari British Home Championship 1890 № 23 «onderlinge duels» | William Owen 8' Dick Wilcock 27' David Lewis William Pryce-Jones 56', 90' |       | 11', 44' William Dalton | Racecourse Ground, Wrexham Toeschouwers: 3.000 Scheidsrechter: James McKillop (SCO) |

|                                                                                 |                 |       |                                   |                                                                                  |
| 15 maart British Home Championship 1890 № 35 «onderlinge duels» 15:30 uur (UTC) | Wales           | 1 – 3 | Engeland                          | Racecourse Ground, Wrexham Toeschouwers: 5.000 Scheidsrechter: John Walker (SCO) |
| 15 maart British Home Championship 1890 № 35 «onderlinge duels» 15:30 uur (UTC) | Billy Lewis 38' |       | 49' Edmund Currey Tinsley Lindley | Racecourse Ground, Wrexham Toeschouwers: 5.000 Scheidsrechter: John Walker (SCO) |

|                                                                                      |                                                   |       |       |                                                                                  |
| 22 maart British Home Championship 1890 № 36 «onderlinge duels» 15:30 uur (UTC–0:25) | Schotland                                         | 5 – 0 | Wales | Underwood Park, Paisley Toeschouwers: 7.500 Scheidsrechter: William Finlay (IRL) |
| 22 maart British Home Championship 1890 № 36 «onderlinge duels» 15:30 uur (UTC–0:25) | Hughie Wilson 20' William Paul 36', 43', 60', 70' |       |       | Underwood Park, Paisley Toeschouwers: 7.500 Scheidsrechter: William Finlay (IRL) |

### 1891
|                                                                                        |                                                                                            |       |                                      |                                                                                |
| 7 februari British Home Championship 1891 № 37 «onderlinge duels» 15:15 uur (UTC–0:25) | Ierland                                                                                    | 7 – 2 | Wales                                | Ulsterville, Belfast Toeschouwers: 6.000 Scheidsrechter: Robert Harrison (SCO) |
| 7 februari British Home Championship 1891 № 37 «onderlinge duels» 15:15 uur (UTC–0:25) | William Dalton 19' Olphie Stanfield 22', 34', 42', 80' George Gaffikin 60' Sam Torrans 63' |       | 10' Robert Roberts 37' Albert Davies | Ulsterville, Belfast Toeschouwers: 6.000 Scheidsrechter: Robert Harrison (SCO) |

|                                                                                |                                                                        |       |                   |                                                                                   |
| 7 maart British Home Championship 1891 № 38 «onderlinge duels» 15:30 uur (UTC) | Engeland                                                               | 4 – 1 | Wales             | Newcastle Road, Sunderland Toeschouwers: 15.000 Scheidsrechter: Thomas Park (SCO) |
| 7 maart British Home Championship 1891 № 38 «onderlinge duels» 15:30 uur (UTC) | John Goodall 7' Jack Southworth 30' Edgar Chadwick 35' Alf Milward 37' |       | 84' Edmund Howell | Newcastle Road, Sunderland Toeschouwers: 15.000 Scheidsrechter: Thomas Park (SCO) |

|                                                                                 |                           |       |                                                    |                                                                                    |
| 21 maart British Home Championship 1891 № 39 «onderlinge duels» 15:30 uur (UTC) | Wales                     | 3 – 4 | Schotland                                          | Racecourse Ground, Wrexham Toeschouwers: 4.000 Scheidsrechter: Charles Crump (ENG) |
| 21 maart British Home Championship 1891 № 39 «onderlinge duels» 15:30 uur (UTC) | Jack Bowdler William Owen |       | 15' James Logan 51' Bob Buchanan 59', 75' Bob Boyd | Racecourse Ground, Wrexham Toeschouwers: 4.000 Scheidsrechter: Charles Crump (ENG) |

### 1892
|                                                                                    |               |       |                      |                                                                             |
| 27 februari British Home Championship 1892 № 40 «onderlinge duels» 15:30 uur (UTC) | Wales         | 1 – 1 | Ierland              | Penrhyn Park, Bango Toeschouwers: 4.000 Scheidsrechter: John Campbell (SCO) |
| 27 februari British Home Championship 1892 № 40 «onderlinge duels» 15:30 uur (UTC) | Ben Lewis 22' |       | 87' Olphie Stanfield | Penrhyn Park, Bango Toeschouwers: 4.000 Scheidsrechter: John Campbell (SCO) |

|                                                                                |       |                                          |          |                                                                                      |
| 5 maart British Home Championship 1892 № 41 «onderlinge duels» 15:30 uur (UTC) | Wales | 0 – 2                                    | Engeland | Racecourse Ground, Wrexham Toeschouwers: 4.500 Scheidsrechter: James Robertson (SCO) |
| 5 maart British Home Championship 1892 № 41 «onderlinge duels» 15:30 uur (UTC) |       | 15' Arthur Henfrey 87' Rupert Sandilands |          | Racecourse Ground, Wrexham Toeschouwers: 4.500 Scheidsrechter: James Robertson (SCO) |

|                                                                 |                                                                                  |       |               |                                                                              |
| 26 maart British Home Championship 1892 № 42 «onderlinge duels» | Schotland                                                                        | 6 – 1 | Wales         | Tynecastle Park, Edinburgh Toeschouwers: 600 Scheidsrechter: Jack Reid (IRL) |
| 26 maart British Home Championship 1892 № 42 «onderlinge duels» | Willie Thomson 1' Jamie Hamilton 8', 65' John McPherson 15', 44' Davie Baird 55' |       | 87' Ben Lewis | Tynecastle Park, Edinburgh Toeschouwers: 600 Scheidsrechter: Jack Reid (IRL) |

### 1893
|                                                                                 |                                                                                                  |       |       |                                                                                          |
| 13 maart British Home Championship 1893 № 43 «onderlinge duels» 15:30 uur (UTC) | Engeland                                                                                         | 6 – 0 | Wales | Victoria Ground, Stoke-on-Trent Toeschouwers: 10.000 Scheidsrechter: John Campbell (SCO) |
| 13 maart British Home Championship 1893 № 43 «onderlinge duels» 15:30 uur (UTC) | Fred Spiksley 25', 43' Billy Bassett 47' John Goodall 49' Jack Reynolds 75' Joseph Schofield 88' |       |       | Victoria Ground, Stoke-on-Trent Toeschouwers: 10.000 Scheidsrechter: John Campbell (SCO) |

|                                                                                 |       |                                                                            |           |                                                                                     |
| 18 maart British Home Championship 1893 № 44 «onderlinge duels» 15:30 uur (UTC) | Wales | 0 – 8                                                                      | Schotland | Racecourse Ground, Wrexham Toeschouwers: 4.500 Scheidsrechter: William Stacey (ENG) |
| 18 maart British Home Championship 1893 № 44 «onderlinge duels» 15:30 uur (UTC) |       | 4', 20', 47', 89' Jake Madden 25', 30', 40' John Barker 65' William Lambie |           | Racecourse Ground, Wrexham Toeschouwers: 4.500 Scheidsrechter: William Stacey (ENG) |

|                                                                                     |                                          |       |                                      |                                                                              |
| 8 april British Home Championship 1893 № 45 «onderlinge duels» 15:30 uur (UTC–0:25) | Ierland                                  | 4 – 3 | Wales                                | Ulsterville, Belfast Toeschouwers: 3.000 Scheidsrechter: John Campbell (SCO) |
| 8 april British Home Championship 1893 № 45 «onderlinge duels» 15:30 uur (UTC–0:25) | Jack Peden 5', 50', 58' James Wilton 82' |       | 8' William Owen 34', 80' George Owen | Ulsterville, Belfast Toeschouwers: 3.000 Scheidsrechter: John Campbell (SCO) |

### 1894
|                                                                                    |                                                   |       |                      | |
| 24 februari British Home Championship 1894 № 46 «onderlinge duels» 15:00 uur (UTC) | Wales                                             | 4 – 1 | Ierland              | St Helen's Rugby and Cricket Ground, Swansea Toeschouwers: 7.000 Scheidsrechter: John Campbell (SCO) |
| 24 februari British Home Championship 1894 № 46 «onderlinge duels» 15:00 uur (UTC) | Billy Lewis 55', 82' Edwin James 65' Jack Rea 75' |       | 20' Olphie Stanfield | St Helen's Rugby and Cricket Ground, Swansea Toeschouwers: 7.000 Scheidsrechter: John Campbell (SCO) |

|                                                                                 |                  |       |                                                                         |                                                                                  |
| 12 maart British Home Championship 1894 № 47 «onderlinge duels» 15:15 uur (UTC) | Wales            | 1 – 5 | Engeland                                                                | Racecourse Ground, Wrexham Toeschouwers: 5.500 Scheidsrechter: Thomas Park (SCO) |
| 12 maart British Home Championship 1894 № 47 «onderlinge duels» 15:15 uur (UTC) | Jack Bowdler 10' |       | 30', 55', 80' John Veitch 31' (e.d.) Charlie Parry 85' Cunliffe Gosling | Racecourse Ground, Wrexham Toeschouwers: 5.500 Scheidsrechter: Thomas Park (SCO) |

|                                                                                 |                                                                                                |       |                      |                                                                                   |
| 24 maart British Home Championship 1894 № 48 «onderlinge duels» 15:30 uur (UTC) | Schotland                                                                                      | 5 – 2 | Wales                | Rugby Park, Kilmarnock Toeschouwers: 10.000 Scheidsrechter: Joseph MacBride (IRL) |
| 24 maart British Home Championship 1894 № 48 «onderlinge duels» 15:30 uur (UTC) | Davidson Berry 40' John Barker 44' Thomas Chambers 70' David Alexander 75' Jocky Johnstone 85' |       | 15', 40' Hugh Morris | Rugby Park, Kilmarnock Toeschouwers: 10.000 Scheidsrechter: Joseph MacBride (IRL) |

### 1895
|                                                                                      |                                            |       |                        |                                                                          |
| 16 maart British Home Championship 1895 № 49 «onderlinge duels» 15:30 uur (UTC–0:25) | Ierland                                    | 2 – 2 | Wales                  | Solitude, Belfast Toeschouwers: 6.000 Scheidsrechter: William Jope (ENG) |
| 16 maart British Home Championship 1895 № 49 «onderlinge duels» 15:30 uur (UTC–0:25) | George Gaukrodger 32' Williie Sherrard 42' |       | 10', 85' Harry Trainer | Solitude, Belfast Toeschouwers: 6.000 Scheidsrechter: William Jope (ENG) |

|                                                                                 |                       |       |                 |                                                                             |
| 18 maart British Home Championship 1895 № 50 «onderlinge duels» 15:30 uur (UTC) | Engeland              | 1 – 1 | Wales           | Queen's Club, Londen Toeschouwers: 13.000 Scheidsrechter: Thomas Park (SCO) |
| 18 maart British Home Championship 1895 № 50 «onderlinge duels» 15:30 uur (UTC) | Rupert Sandilands 74' |       | 69' Billy Lewis | Queen's Club, Londen Toeschouwers: 13.000 Scheidsrechter: Thomas Park (SCO) |

|                                                                 |                                 |       |                                 |                                                                                   |
| 23 maart British Home Championship 1895 № 51 «onderlinge duels» | Wales                           | 2 – 2 | Schotland                       | Racecourse Ground, Wrexham Toeschouwers: 4.000 Scheidsrechter: William Jope (ENG) |
| 23 maart British Home Championship 1895 № 51 «onderlinge duels» | Billy Lewis 10' Tom Chapman 60' |       | 15' Jake Madden 20' John Divers | Racecourse Ground, Wrexham Toeschouwers: 4.000 Scheidsrechter: William Jope (ENG) |

### 1896
|                                                                                    |                                                                                 |       |                 |                                                                                   |
| 29 februari British Home Championship 1896 № 52 «onderlinge duels» 15:30 uur (UTC) | Wales                                                                           | 6 – 1 | Ierland         | Racecourse Ground, Wrexham Toeschouwers: 3.000 Scheidsrechter: James Cooper (ENG) |
| 29 februari British Home Championship 1896 № 52 «onderlinge duels» 15:30 uur (UTC) | Billy Lewis 9', 20' Billy Meredith 23', 84' Grenville Morris 34' Harry Pugh 60' |       | 70' Adam Turner | Racecourse Ground, Wrexham Toeschouwers: 3.000 Scheidsrechter: James Cooper (ENG) |

|                                                                                 |                 |       |                                                                                                 |                                                                                       |
| 16 maart British Home Championship 1896 № 53 «onderlinge duels» 16:00 uur (UTC) | Wales           | 1 – 9 | Engeland                                                                                        | Cardiff Arms Park, Cardiff Toeschouwers: 10.000 Scheidsrechter: James Robertson (SCO) |
| 16 maart British Home Championship 1896 № 53 «onderlinge duels» 16:00 uur (UTC) | Tom Chapman 65' |       | 15', 44' Gilbert Smith 25', 40', 60', 83', 89' Steve Bloomer 33' Billy Bassett 80' John Goodall | Cardiff Arms Park, Cardiff Toeschouwers: 10.000 Scheidsrechter: James Robertson (SCO) |

|                                                                                 |                                                      |       |       |                                                                                  |
| 21 maart British Home Championship 1896 № 54 «onderlinge duels» 16:00 uur (UTC) | Schotland                                            | 4 – 0 | Wales | Carolina Port, Dundee Toeschouwers: 11.700 Scheidsrechter: Joseph MacBride (IRL) |
| 21 maart British Home Championship 1896 № 54 «onderlinge duels» 16:00 uur (UTC) | Bobby Neill 19', 71' Sandy Keillor 30' Dan Paton 59' |       |       | Carolina Port, Dundee Toeschouwers: 11.700 Scheidsrechter: Joseph MacBride (IRL) |

### 1897
|                                                                                     |                                                     |       |                                                           |                                                                            |
| 6 maart British Home Championship 1897 № 55 «onderlinge duels» 15:30 uur (UTC–0:25) | Ierland                                             | 4 – 3 | Wales                                                     | Solitude, Belfast Toeschouwers: 10.000 Scheidsrechter: Tom Robertson (SCO) |
| 6 maart British Home Championship 1897 № 55 «onderlinge duels» 15:30 uur (UTC–0:25) | James Barron 7' Olphie Stanfield 62' Jack Peden 68' |       | 19', 36' Billy Meredith 27' Caesar Jenkyns 66' Jack Pyper | Solitude, Belfast Toeschouwers: 10.000 Scheidsrechter: Tom Robertson (SCO) |

|                                                                                 |                               |       |                                           |                                                                                 |
| 20 maart British Home Championship 1897 № 56 «onderlinge duels» 15:30 uur (UTC) | Wales                         | 2 – 2 | Schotland                                 | Racecourse Ground, Wrexham Toeschouwers: 5.000 Scheidsrechter: Tom Armitt (ENG) |
| 20 maart British Home Championship 1897 № 56 «onderlinge duels» 15:30 uur (UTC) | Morgan Morgan-Owen Harry Pugh |       | 11' (pen.) John Ritchie 60' Johnny Walker | Racecourse Ground, Wrexham Toeschouwers: 5.000 Scheidsrechter: Tom Armitt (ENG) |

|                                                                                 |                                                           |       |       |                                                                                 |
| 29 maart British Home Championship 1897 № 57 «onderlinge duels» 15:30 uur (UTC) | Engeland                                                  | 4 – 0 | Wales | Bramall Lane, Sheffield Toeschouwers: 5.000 Scheidsrechter: Tom Robertson (SCO) |
| 29 maart British Home Championship 1897 № 57 «onderlinge duels» 15:30 uur (UTC) | Ernest Needham 23' Steve Bloomer 44' Alf Milward 62', 64' |       |       | Bramall Lane, Sheffield Toeschouwers: 5.000 Scheidsrechter: Tom Robertson (SCO) |

### 1898
|                                                                                    |       |                |         |                                                                             |
| 19 februari British Home Championship 1898 № 58 «onderlinge duels» 15:30 uur (UTC) | Wales | 0 – 1          | Ierland | The Oval, Llandudno Toeschouwers: 6.000 Scheidsrechter: Tom Robertson (SCO) |
| 19 februari British Home Championship 1898 № 58 «onderlinge duels» 15:30 uur (UTC) |       | 85' Jack Peden |         | The Oval, Llandudno Toeschouwers: 6.000 Scheidsrechter: Tom Robertson (SCO) |

|                                                                                 |                                                    |       |                                    |                                                                               |
| 19 maart British Home Championship 1898 № 59 «onderlinge duels» 15:30 uur (UTC) | Schotland                                          | 5 – 2 | Wales                              | Fir Park, Motherwell Toeschouwers: 3.500 Scheidsrechter: William Stacey (ENG) |
| 19 maart British Home Championship 1898 № 59 «onderlinge duels» 15:30 uur (UTC) | Jimmy Gillespie 12', 20', 61' James McKee 29', 40' |       | 40' John Thomas Morgan Morgan-Owen | Fir Park, Motherwell Toeschouwers: 3.500 Scheidsrechter: William Stacey (ENG) |

|                                                                                      |       |                                        |          |                                                                                     |
| 28 maart British Home Championship 1898 № 60 «onderlinge duels» 15:30 uur (UTC-0:25) | Wales | 0 – 3                                  | Engeland | Racecourse Ground, Wrexham Toeschouwers: 15.500 Scheidsrechter: Tom Robertson (SCO) |
| 28 maart British Home Championship 1898 № 60 «onderlinge duels» 15:30 uur (UTC-0:25) |       | 9', 75' Fred Wheldon 88' Gilbert Smith |          | Racecourse Ground, Wrexham Toeschouwers: 15.500 Scheidsrechter: Tom Robertson (SCO) |

### 1899
|                                                                                     |                   |       |       |                                                                                      |
| 4 maart British Home Championship 1899 № 61 «onderlinge duels» 15:30 uur (UTC–0:25) | Ierland           | 1 – 0 | Wales | Grosvenor Park, Belfast Toeschouwers: 10.000 Scheidsrechter: Charles Sutcliffe (ENG) |
| 4 maart British Home Championship 1899 № 61 «onderlinge duels» 15:30 uur (UTC–0:25) | Philip Meldon 60' |       |       | Grosvenor Park, Belfast Toeschouwers: 10.000 Scheidsrechter: Charles Sutcliffe (ENG) |

|                                                                                 |       |                                                                       |           |                                                                                         |
| 18 maart British Home Championship 1899 № 62 «onderlinge duels» 15:30 uur (UTC) | Wales | 0 – 6                                                                 | Schotland | Racecourse Ground, Wrexham Toeschouwers: 12.000 Scheidsrechter: Charles Sutcliffe (ENG) |
| 18 maart British Home Championship 1899 № 62 «onderlinge duels» 15:30 uur (UTC) |       | 22', 55' John Campbell 50', 75', 85' Robert McColl 70' Henry Marshall |           | Racecourse Ground, Wrexham Toeschouwers: 12.000 Scheidsrechter: Charles Sutcliffe (ENG) |

|                                                                                 |                                                           |       |       |                                                                              |
| 20 maart British Home Championship 1899 № 63 «onderlinge duels» 15:30 uur (UTC) | Engeland                                                  | 4 – 0 | Wales | Ashton Gate, Bristol Toeschouwers: 7.000 Scheidsrechter: Tom Robertson (SCO) |
| 20 maart British Home Championship 1899 № 63 «onderlinge duels» 15:30 uur (UTC) | Ernest Needham 30' Steve Bloomer 44', 86' Fred Forman 60' |       |       | Ashton Gate, Bristol Toeschouwers: 7.000 Scheidsrechter: Tom Robertson (SCO) |

Engeland · Ierland · Schotland · Wales
FAW · A-internationals · Bondscoaches · Statistieken · Welsh vrouwenelftal · Brits olympisch elftal · Wales U21 · Wales U20 · Wales U19 · Wales U18 · Wales U17 · Wales U16
1876 – 1899 ·
1900 – 1919 ·
1920 – 1929 ·
1930 – 1939 ·
1940 – 1949 ·
1950 – 1959 ·
1960 – 1969 ·
1970 – 1979 ·
1980 – 1989 ·
1990 – 1999 ·
2000 – 2009 ·
2010 – 2019 ·
2020 − 2029
EK 2016 · 
EK 2020
WK 1958
1876 · 
1877 · 
1878 · 
1879 · 
1880 · 
1881 · 
1882 · 
1883 · 
1884 · 
1885 · 
1886 · 
1887 · 
1888 · 
1889 · 
1890 · 
1891 · 
1892 · 
1893 · 
1894 · 
1895 · 
1896 · 
1897 · 
1898 · 
1899 · 
1900 · 
1901 · 
1902 · 
1903 · 
1904 · 
1905 · 
1906 · 
1907 · 
1908 · 
1909 · 
1910 · 
1911 · 
1912 · 
1913 · 
1914 · 
1915 · 1916 · 1917 · 1918 · 1919 · 
1920 · 
1921 · 
1922 · 
1923 · 
1924 · 
1925 · 
1926 · 
1927 · 
1928 · 
1929 · 
1930 · 
1931 · 
1932 · 
1933 · 
1934 · 
1935 · 
1936 · 
1937 · 
1938 · 
1939 · 
1940 · 1941 · 1942 · 1943 · 1944 · 1945 · 
1946 · 
1947 · 
1948 · 
1949 · 
1950 · 
1952 · 
1952 · 
1953 · 
1954 · 
1955 · 
1956 · 
1957 · 
1958 · 
1959 · 
1960 · 
1961 · 
1962 · 
1963 · 
1964 · 
1965 · 
1966 · 
1967 · 
1968 · 
1969 · 
1970 · 
1971 · 
1972 · 
1973 · 
1974 · 
1975 · 
1976 · 
1977 · 
1978 · 
1979 · 
1980 · 
1981 · 
1982 · 
1983 · 
1984 · 
1985 · 
1986 · 
1987 · 
1988 · 
1989 · 
1990 · 
1991 · 
1992 · 
1993 · 
1994 · 
1995 · 
1996 · 
1997 · 
1998 · 
1999 · 
2000 · 
2001 · 
2002 · 
2003 · 
2004 · 
2005 · 
2006 · 
2007 · 
2008 · 
2009 · 
2010 · 
2011 · 
2012 · 
2013 · 
2014 · 
2015 · 
2016 · 
2017 ·
2018 ·
2019 ·
2020 ·
2021 ·
2022 ·
2023
Albanië ·
Andorra ·
Argentinië ·
Armenië ·
Australië ·
Azerbeidzjan ·
België ·
Bosnië en Herzegovina ·
Brazilië ·
Bulgarije ·
Canada ·
Chili ·
China ·
Costa Rica ·
Cyprus ·
DDR ·
Denemarken ·
Duitsland ·
Engeland ·
Estland ·
Faeröer ·
Finland ·
Frankrijk ·
Georgië ·
Gibraltar ·
Griekenland ·
Hongarije ·
Ierland ·
IJsland ·
Iran ·
Israël ·
Italië ·
Jamaica ·
Japan ·
Joegoslavië ·
Kazachstan ·
Koeweit ·
Kroatië ·
Letland ·
Liechtenstein ·
Luxemburg ·
Malta ·
Mexico ·
Moldavië ·
Montenegro ·
Nederland ·
Nieuw-Zeeland ·
Noord-Ierland ·
Noord-Macedonië ·
Noorwegen ·
Oekraïne ·
Oostenrijk ·
Panama ·
Paraguay ·
Polen ·
Portugal · 
Qatar ·
Roemenië ·
Rusland ·
San Marino ·
Saoedi-Arabië ·
Schotland ·
Servië ·
Servië en Montenegro ·
Slovenië ·
Slowakije ·
Sovjet-Unie ·
Spanje ·
Trinidad & Tobago ·
Tsjechië ·
Tsjecho-Slowakije ·
Tunesië ·
Turkije ·
Uruguay ·
Verenigde Staten ·
Wit-Rusland ·
Zuid-Korea ·
Zweden ·
Zwitserland
Engeland (2016) · 
Denemarken (2021) · 
Italië (2021) · 
Rusland (2016) ·
Slowakije (2016) · 
Turkije (2021) · 
Zwitserland (2021)